# Acacia validinervia
Acacia validinervia é uma espécie de leguminosa do gênero Acacia, pertencente à família Fabaceae.